# Stadttheater Passau

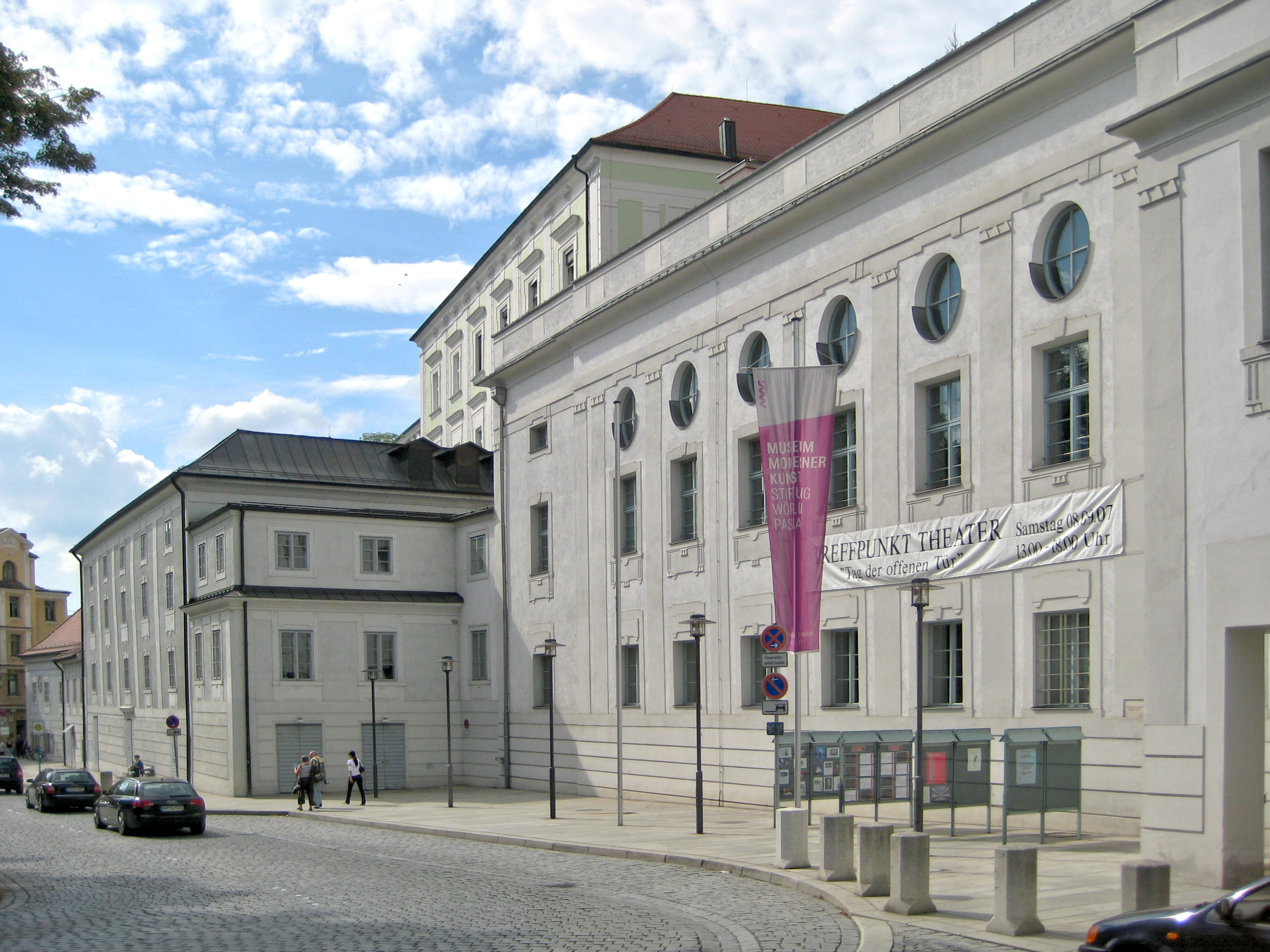
Das Stadttheater Passau

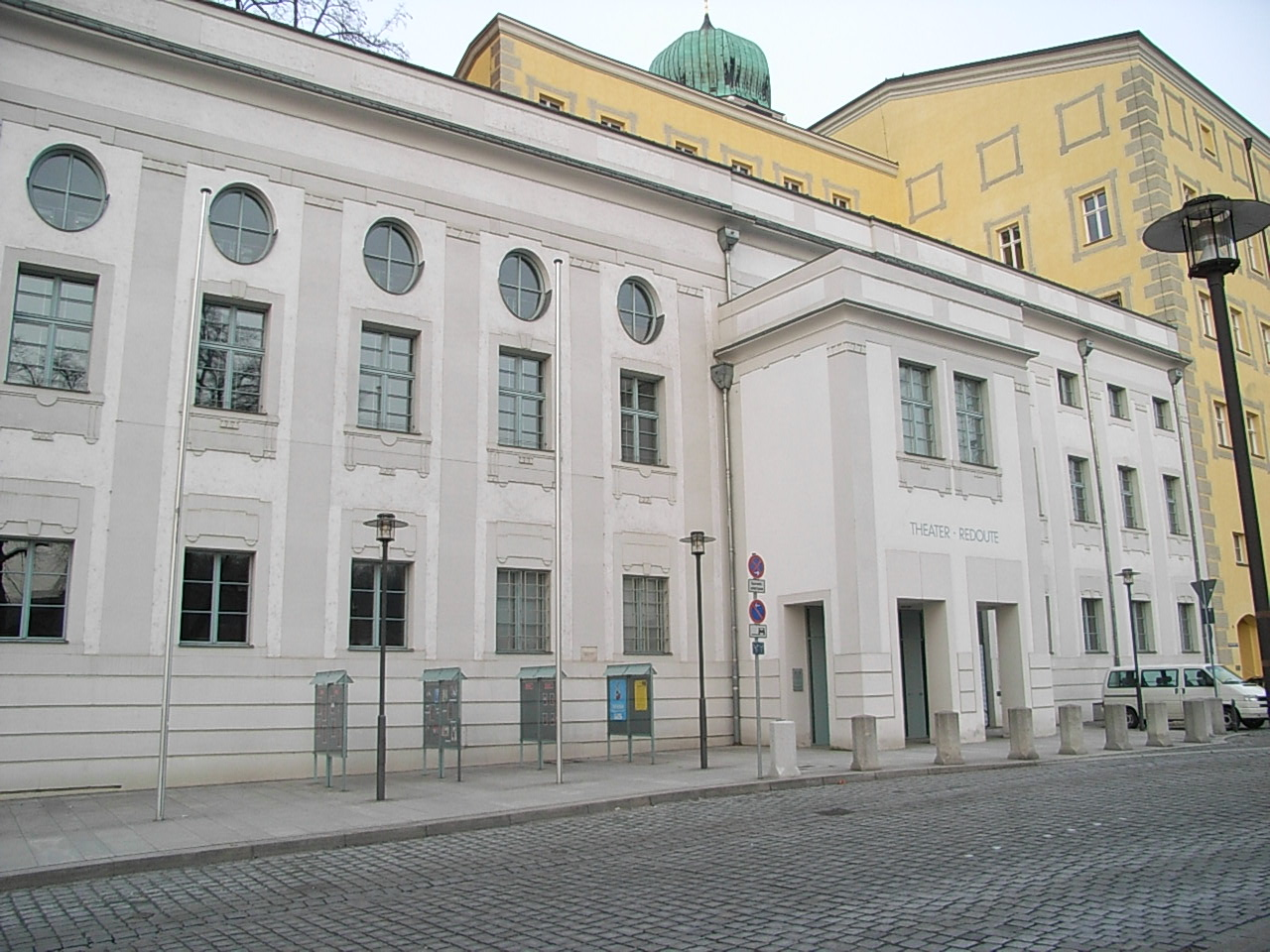
Das Redoutengebäude am Stadttheater Passau

Das Theater im Fürstbischöflichen Opernhaus Passau, meist einfach Stadttheater Passau genannt, ist ein Theater in Passau mit 350 Sitzplätzen. Es dient für Oper, Operette, Musical, Konzert und Schauspiel. Es ist Sitz der Musiktheaterabteilung und feste Spielstätte des Landestheaters Niederbayern.

## Entstehung
Im Jahr 1645 errichtete der Passauer Fürstbischof Leopold Wilhelm von Österreich am Ufer des Inns ein Ballhaus. Als das Jeu de Paume aber gegen Mitte des 18. Jahrhunderts seine Popularität verlor, wandelte Fürstbischof Leopold Ernst Kardinal Graf von Firmian das Haus 1771 bis 1774 durch seinen Musikdirektor zu einem der Hofgesellschaft vorbehaltenen Hofkomödien- und Hofopernhaus um. 
1783 bis 1786 ließ Fürstbischof Joseph Kardinal Graf von Auersperg das Gebäude grundlegend verändern und machte es als Fürstbischöfliches Opernhaus dem  Volk zugänglich. Der Fürstbischöfliche Hofbaumeister Johann Georg von Hagenauer setzte ein zweirangiges Logenhaus mit Fürstenloge in die rechteckige Umfassung des ehemaligen Ballhauses ein. Die Malereien an Brüstungen und Galerien schuf Franz Petzka. Sie zeigen Jagd-, Schäferei- und Gärtnereiszenen sowie Symbole für die verschiedenen Musikgattungen. Die Illusionsmalerei an der Decke stellt einen blauen Himmel mit Wölkchen dar.
Das gleichzeitig erbaute Redoutengebäude, ebenfalls von Hagenauer, ziert eine klassizistische Fassade mit flachem Relief. Im Obergeschoss befindet sich ein großer Redoutensaal.
Am 1. November 1783 wurde das Fürstbischöfliche Opernhaus mit der Oper Alceste von Anton Schweitzer eröffnet. Es war eines der ersten deutschen Residenztheater, das zahlenden Untertanen offenstand.

## Weitere Entwicklung

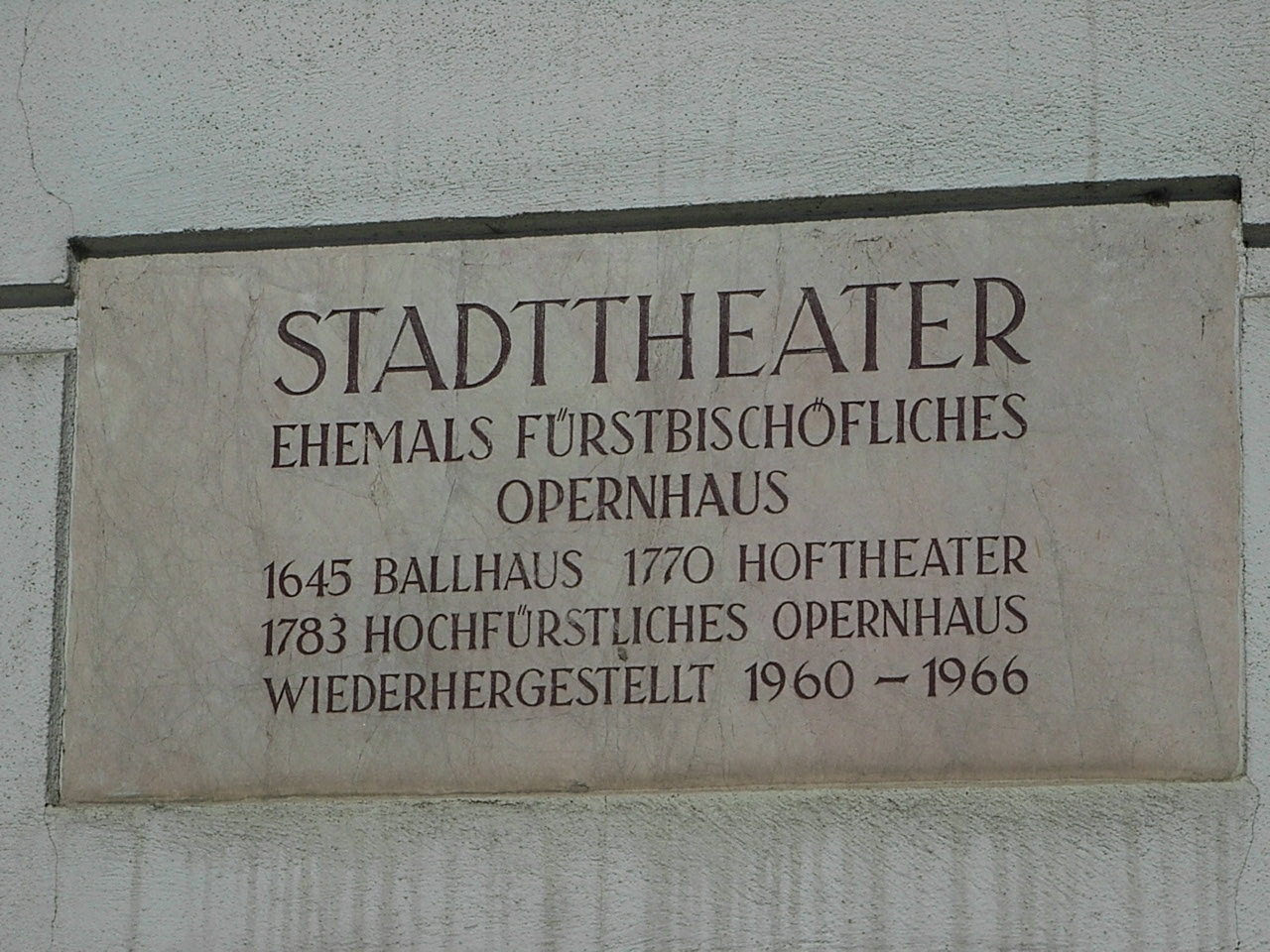
Tafel am Stadttheater

Durch die Säkularisation im Jahr 1803 ging das bisherige Fürstbischöfliche Opernhaus in den Besitz des Kurfürsten von Bayern über und wurde nun in Churfürstliches Theater umbenannt. Ab 1806, nach der Gründung des Königreiches Bayern, hieß es Königlich-Bayerisches Theater. 
Im Jahr 1882 drohte wegen feuerpolizeilicher Mängel die Schließung, als das Staatsministerium keine Gelder bewilligte. Doch am 8. September 1883 beschloss die Stadt Passau, das Gebäude zu kaufen und umzubauen. Die Eröffnung des Passauer Stadttheaters erfolgte am 28. Oktober 1883. 
1893 bis 1895 kam es im Geiste des Historismus unter Theaterdirektor Ludwig August Wesselsky zu baulichen Veränderungen. Seit den zwanziger Jahren bis 1945 wurde das Theater auch als Kino benutzt. 
Nach dem Zweiten Weltkrieg erhielt es durch Intendant Peter Hausser den Namen Passauer Kammerspiele. Bereits 1950 aber musste es aufgrund finanzieller Schwierigkeiten erneut geschlossen werden. Am 4. Oktober 1952 konstituierte sich der Zweckverband Niederbayerisches Städtebundtheater, der sich zunächst aus den Städten Landshut, Passau und Straubing zusammensetzte. Die musikalische Abteilung wurde Passau, das Sprechtheater Landshut zugeordnet. Später schlossen sich andere Städte an.

## Gegenwart
Die baulichen Veränderungen des 19. Jahrhunderts beseitigte man wieder im Zuge einer Restaurierung von 1959 bis 1966. Am 11. November 1961 kam es zur Wiedereröffnung als Fürstbischöfliches Opernhaus mit Cimarosas Il matrimonio segreto.
Von 1970 bis zu seinem Tod am 17. Februar 1996 prägte Intendant Klaus Schlette den Spielbetrieb. 1988 bis 1991 erfolgte eine weitere Renovierung. Dabei wurde unter anderem eine neue Prospektzuganlage, ein versenkbarer Orchestergraben und ein großer Lastenaufzug geschaffen. Nach Schlettes Tod wurde Johannes Reitmeier dessen Nachfolger, seit 2002 leitet Intendant Stefan Tilch das Theater.
Durch das Juni-Hochwassers 2013 wurde das Theater durch eine Überflutung des Parketts des Zuschauerraumes und des Orchestergrabens massiv beschädigt, der Spielbetrieb konnte jedoch bereits im September mit einer provisorischen Bestuhlung wieder aufgenommen werden.
Als Teil des Landestheaters Niederbayern ist das Stadttheater Passau dessen musikalische Abteilung mit eigenem Opernensemble inklusive Solisten, Chor und Orchester. Das Orchester des Stadttheaters ist die Niederbayerische Philharmonie unter der Leitung von Generalmusikdirektor Basil H. E. Coleman.

Bühne und Zuschauerraum
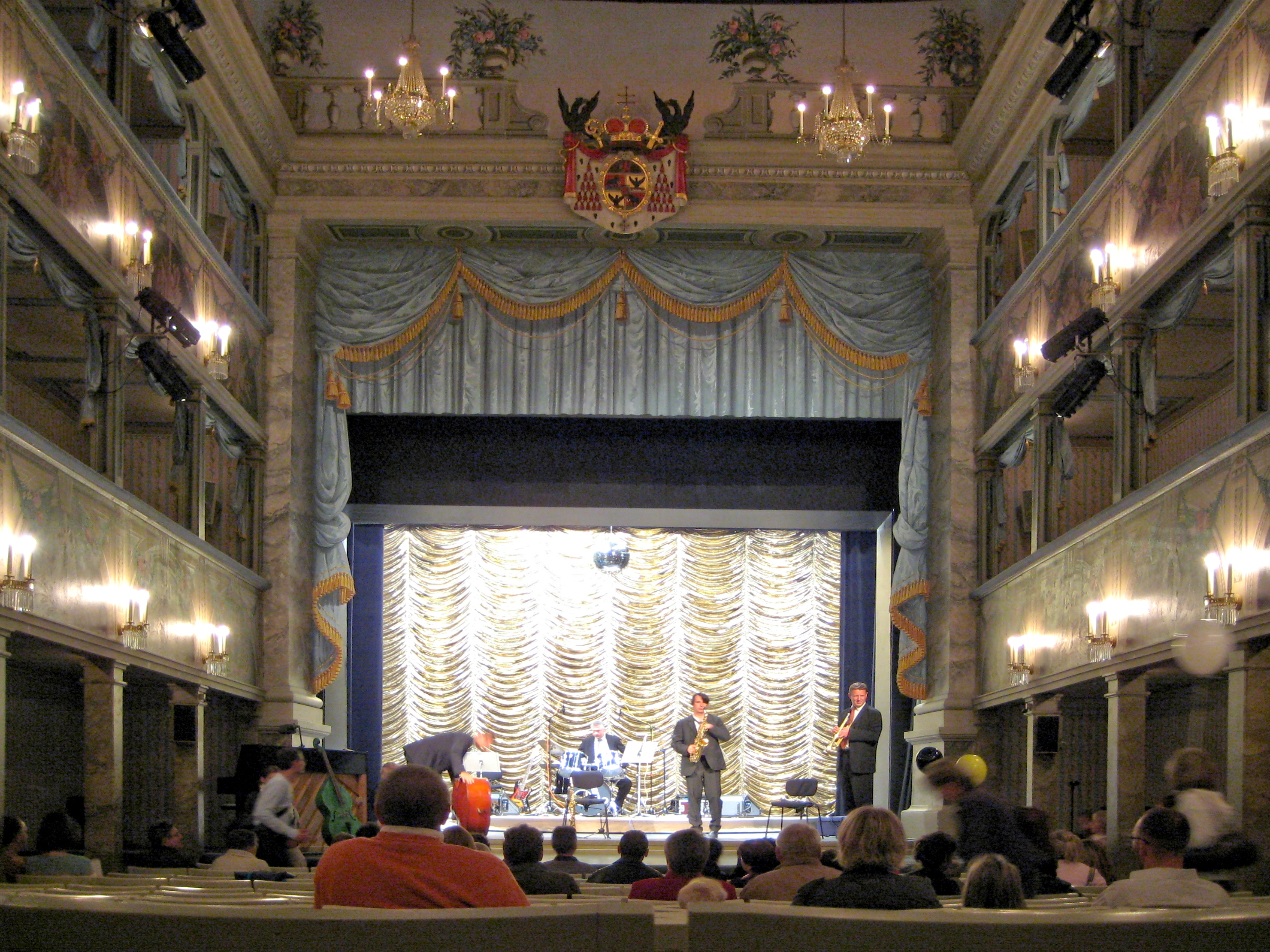
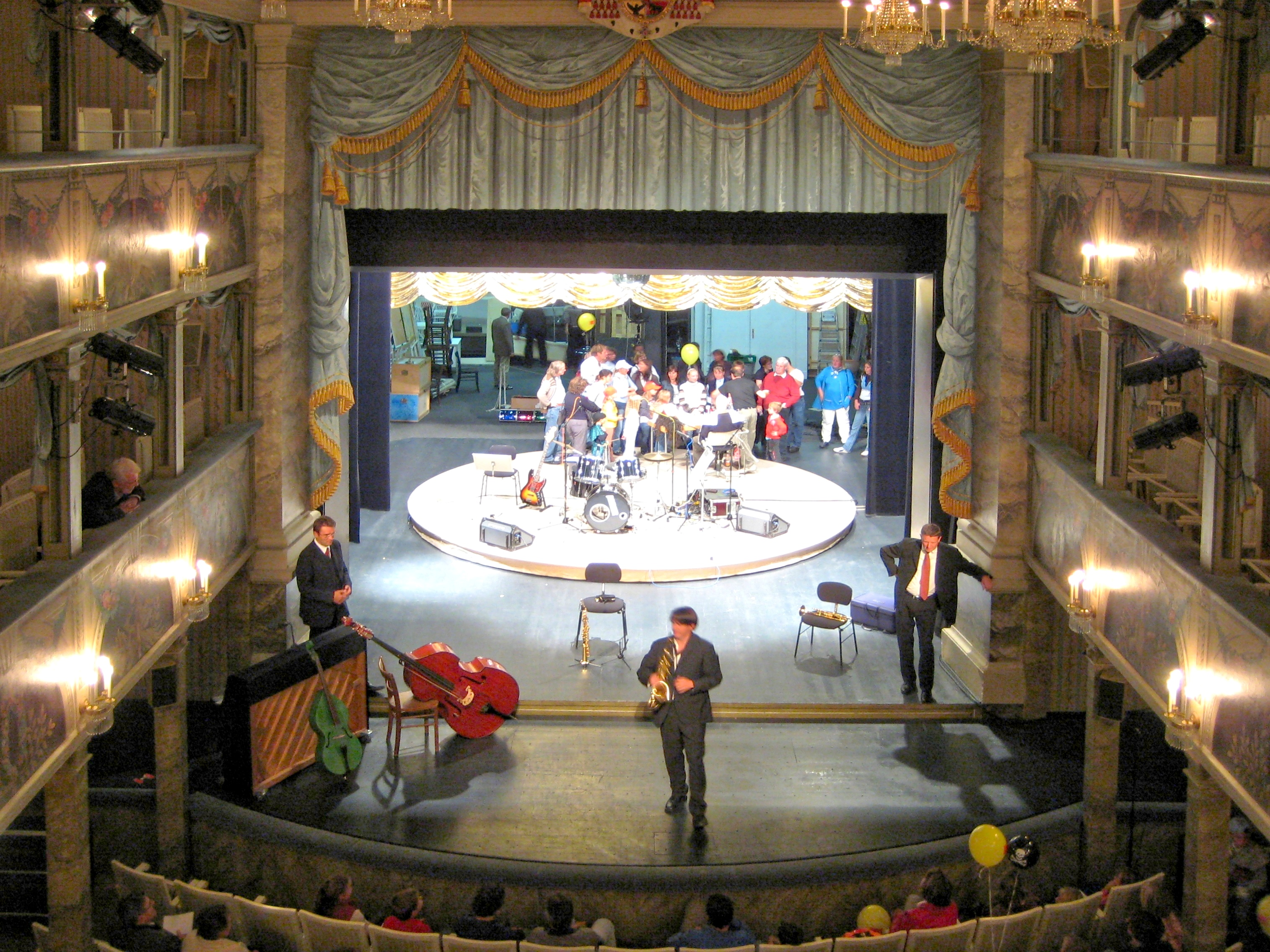
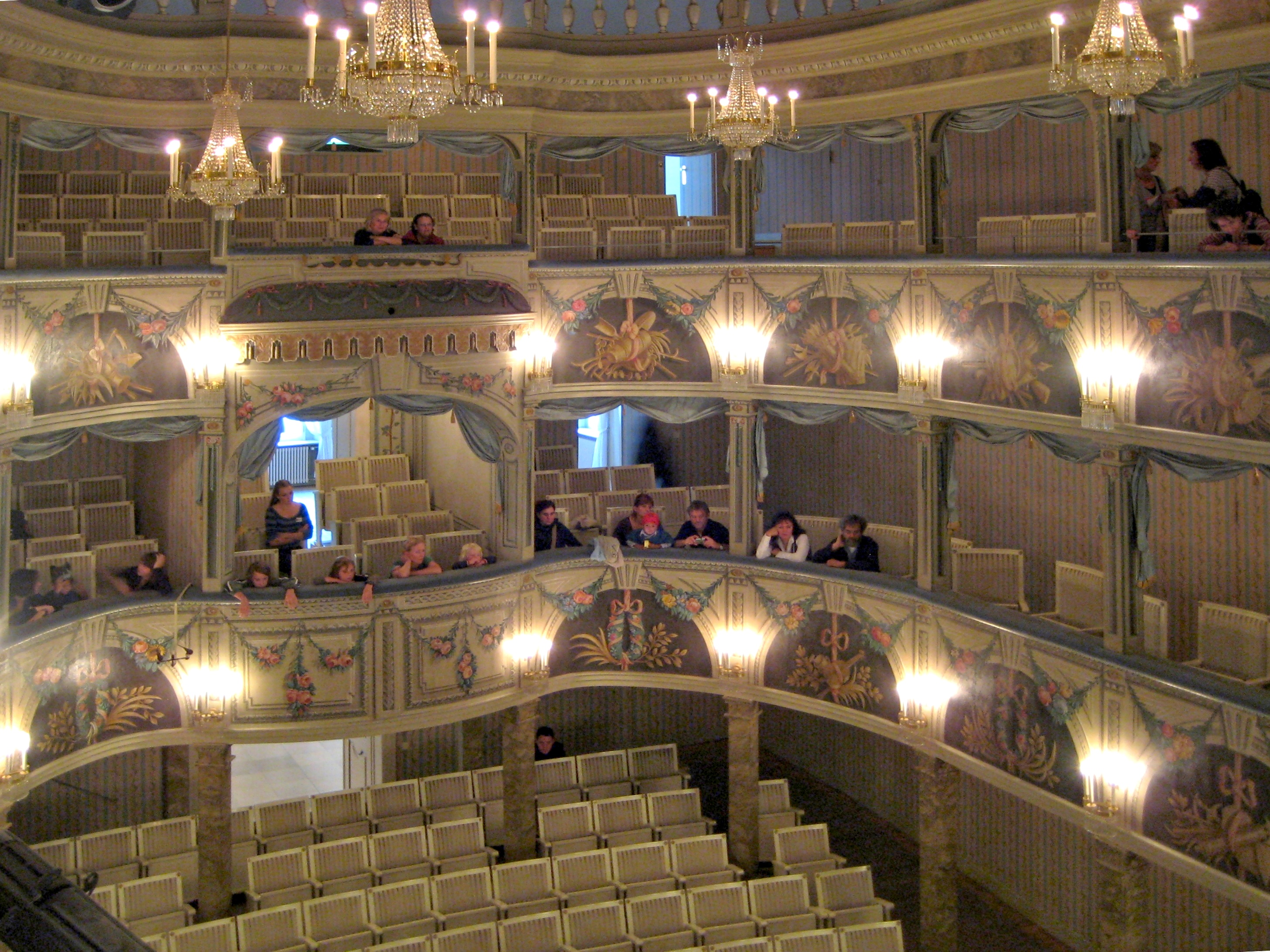
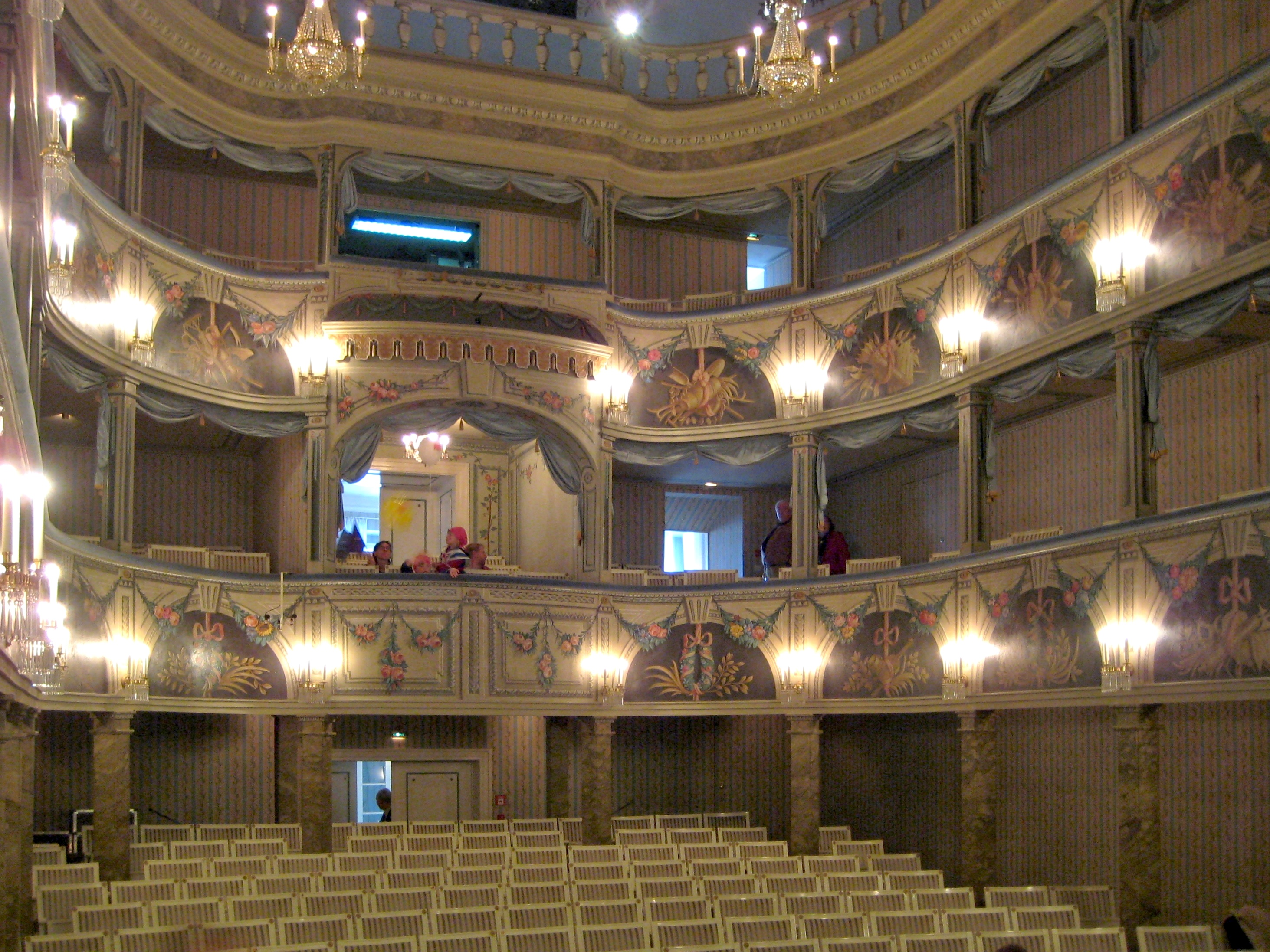